# Ометепекский науатль
Ометепекский науатль (Ometepec Aztec, Ometepec Náhuatl, Southern Guerrero Nahuatl) — один из языков группы центральных диалектов науатль, на котором говорят в городе Консепсион-Герреро округа Путла; в городах Крус-Альта и Сан-Висенте-Пиньяс округа Хустлауака штата Оахака; в городах Акатепек, Арселия, Кецалапа-де-Асою, Ранчо-де-Куананчинича, Эль-Кармен на юге штата Герреро в Мексике.